# Scooby-Doo îi cunoaște pe frații Boo
Scooby-Doo îi cunoaște pe frații Boo (engleză Scooby-Doo Meets the Boo Brothers) este un film de televiziune animat din 1987, produs de Hanna-Barbera ca parte a seriei Hanna-Barbera Superstars 10. Pelicula a urmat să fie redifuzată.
În film, Shaggy Rogers moștenește o plantație sudică de la un unchi recent decedat. În timp ce încearcă să și-o revendice, Shaggy este hărțuit de fantomele de pe moșie (inclusiv un călăreț fără cap). Scrappy-Doo are ideea de a angaja o echipă de vânători de fantome care să se ocupe de această problemă. Vânătorii de fantome sunt ei înșiși un trio de fantome inepte, care se bazează vag pe membrii echipei de comedie The Three Stooges. Între timp, Shaggy trebuie să se confrunte și cu un dușman al unchiului său, care vrea să-l împuște pentru a rezolva dușmănia dintre familiile lor. O intrigă secundară implică o vânătoare de comori.
Acesta a rulat și în România pe Cartoon Network (în cadrul lui Cartoon Network Cinema) și mai apoi pe Boomerang (în cadrul lui Boomerang Cinema).

## Distribuție (versiunea română)
- Sandu Pop – Scooby‑Doo[3]

## Acțiune
„Dragă Shaggy, știindu-ți pofta de mâncare, am ascuns indiciul aici. M-am gândit că e locul perfect să ascund mesajul și bijuteria. Este doar o mică parte din comoara mea nestemată. Pentru a găsi următorul indiciu către ascunzătoare, du-te afară, apoi caută o parte a casei cu genunchiul afară.”—Scrisoarea colonelului Beauregard
Shaggy descoperă că bătrânul său unchi, colonelul Beauregard, a murit, și i-a lăsat moșia sa de la țară, aflată pe o plantație din sud. După ce sunt alungați de o vrăjitoare fantomă, Shaggy, Scooby și Scrappy se îndreaptă spre moșie pentru a revendica moștenirea lui Shaggy. Înainte de a ajunge acolo, îl întâlnesc pe șeriful Rufus Buzby, care îi avertizează că întreaga proprietate este bântuită, și că ar trebui să plece. Înainte de a-i putea convinge pe deplin, el primește un telefon de la dispecerat, care îl anunță că un tren a deraiat și o gorilă de circ a evadat. Lăsându-i pe Shaggy, Scooby și Scrappy, ei continuă să conducă, dar la sosire sunt urmăriți de un călăreț fără cap, de un lup fantomă, și de presupusa stafie a colonelului, care îi tachinează, spunându-le să plece, altfel vor suporta consecințele.
De asemenea, îl întâlnesc pe înspăimântătorul servitor Farquard, care le spune că o avere imensă în bijuterii este ascunsă undeva pe moșie, despre care crede că îi aparține în mod legitim, și că Shaggy nu are ce căuta acolo. Inițial, Shaggy vrea să plece, dar înainte de a putea face asta, camionul său se scufundă în nisipuri mișcătoare, obligându-i pe el, Scooby și Scrappy să petreacă noaptea acolo. Cum fantomele bântuie locul, Scrappy are ideea de a chema un grup de exterminatori de fantome numit Frații Boo. În mod surprinzător, exterminatorii - Meako, Freako și Shreako - sunt ei înșiși fantome. Pe deasupra, Shaggy o întâlnește pe Sadie Mae Scroggins și pe fratele ei mai mare, Billy Bob Scroggins, care are o dușmănie veche cu colonelul. După ce află că Shaggy este rudă cu colonelul, Sadie se îndrăgostește de el, iar Billy Bob încearcă să-l împuște.
După ce lucrurile se liniștesc puțin, Shaggy, Scooby și Scrappy decid să meargă în bucătărie să mănânce ceva, doar pentru a găsi dovada că faimoasa avere în bijuterii este reală, când găsesc un diamant cu un indiciu pentru o vânătoare de comori. Intrigată de acest prim indiciu, gașca decide să vâneze restul bijuteriilor, spre disperarea lui Farquard și a șerifului Buzby, care se află pe urmele gorilei de circ evadate.
După multe vânători de comori, ei găsesc în sfârșit ultimul indiciu, dezvăluind că tezaurul este ascuns în șemineul conacului. Cu comoara găsită, Shaggy este convins de povestea Fraților Boo, aceștia având nevoie de o casă pe care să o bântuie, așa că le predă conacul, iar comoara este pusă în Fondul Beauregard Trust pentru orfani. Luându-și rămas bun, Shaggy și câinii se întorc acasă. Pe drum, se întâlnesc din nou cu fantoma colonelului Beauregard. Shaggy crede că este o altă farsă a lui Scooby, până când își dă seama că este reală. Ulterior, el pleacă în viteză, cât mai repede posibil.

## Distribuție
- Don Messick ca Scooby-Doo și Scrappy-Doo
- Casey Kasem ca Shaggy Rogers
- Sorrell Booke ca șeriful Rufus Buzby și T.J. Buzby
- William Callaway ca Billy Bob și fantoma lui Beauregard
- Victoria Carroll ca Sadie Mae
- Jerry Houser ca Meako
- Arte Johnson ca Farquard
- Rob Paulsen ca Shreako
- Michael Rye ca Primarul
- Ronnie Schell ca Freako

## Home media
Filmul a fost lansat pentru prima dată pe VHS de Hanna-Barbera Home Video și Kids Klassics la sfârșitul anilor 1980, iar mai târziu pe Warner Home Video, în 2000.
Warner Home Video a lansat Scooby-Doo Meets the Boo Brothers pe DVD pe 6 mai 2003.

## Legături externe
- Scooby-Doo îi cunoaște pe frații Boo la Internet Movie Database
- Scooby-Doo Meets the Boo Brothers la CineMagia
- Scooby-Doo Meets the Boo Brothers la Scoobypedia